# Melicado
Melicado (em armênio/arménio:  Մելիքություն, transl. Melik’ut’yun) foi uma entidade administrativo-territorial do final da Idade Média (séculos XIII-XVI) governada por um melique.
No Estado safávida, o título “melique” era usado por representantes da terceira (de quatro) classe dominante em posição – os governantes de pequenos distritos. Este grupo de senhores feudais consistia nos descendentes da antiga aristocracia não-nômade local, que foi quase completamente exterminada no Azerbaijão iraniano e em grande parte da Armênia caucasiana, onde foi substituída por quizilbaches e nômades curdos. No entanto, os descendentes de famílias antigas sobreviveram aqui e ali em Carabaque, mas principalmente em Xirvão.
Os melique armênios soberanos no Estado safávida existiam em Lori, Bolnis-Cachene, Siunique e no Canato de Erevã, e em Carabaque nos gavares (distritos) de Jaraberde, Gulistão, Cachene, Varanda e Dizaque (Melicados de Carabaque), bem como em Cachatague.
Melique tinha todos os sinais do poder principesco: era o proprietário hereditário do melicado, tinha seu próprio exército, fortalezas, tribunais, aparato administrativo e tinha direito a tributar. A população do melicado considerava-se súdita do melique. A história conhece casos em que, juntamente com o reassentamento de um melique para outro território, um número significativo de seus súditos também se mudou para lá (isso aconteceu, por exemplo, durante o reassentamento dos Melique-Eganiãs para Lori). Dada a dependência vassala dos súditos do melique, não havia servidão na Armênia e, portanto, os camponeses eram considerados livres.[carece de fontes?]